# Dick Jol

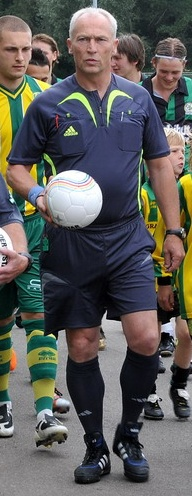
Dick Jol

Dick Jol (* 29. März 1956 in Scheveningen) ist ein niederländischer Fußballschiedsrichter. Vor seiner Karriere als Schiedsrichter spielte er als Fußballprofi unter anderem für den NEC Nijmegen. 

## Werdegang
1985 leitete er sein erstes Amateurspiel, ab 1992 pfiff er in der A-Kategorie. Ab dem Jahr 1993 leitete er auch internationale Partien. Unter anderem war er niederländischer Schiedsrichter bei der Fußball-Europameisterschaft 2000, bei der er drei Spiele leitete. Jol war 2001 beim Champions-League-Finale zwischen dem FC Bayern München und dem FC Valencia Schiedsrichter. Sein letztes Spiel pfiff er im Jahr 2001, da er das für Schiedsrichter von der FIFA festgelegte Höchstalter von 45 Jahren erreichte.